# Holmelgonia nemoralis
Holmelgonia nemoralis là một loài nhện trong họ Linyphiidae.
Loài này thuộc chi Holmelgonia. Holmelgonia nemoralis được Herman Theodor Holm miêu tả năm 1962.